# کارین بالزر
کارین بالزر (آلمانی: Karin Balzer؛ زادهٔ ۵ ژوئن ۱۹۳۸ - درگذشته ۱۷ دسامبر ۲۰۱۹) دونده زن اهل آلمان بود که  در مسابقات کشوری و بین‌المللی در مجموع برندهٔ ۴ مدال طلا، ۲ مدال نقره، ۱ مدال برنز شده‌است.